# Brigade
Brigade è il decimo album discografico in studio del gruppo musicale rock statunitense Heart, pubblicato nel 1990.

## Tracce
1. Wild Child – 4:31
2. All I Wanna Do Is Make Love to You – 4:14
3. Secret – 4:10
4. Tall, Dark Handsome Stranger – 4:04
5. I Didn't Want to Need You – 4:10
6. The Night – 4:54
7. Fallen from Grace – 4:07
8. Under the Sky – 2:53
9. Cruel Nights – 4:04
10. Stranded – 3:59
11. Call of the Wild – 4:06
12. I Want Your World to Turn – 4:36
13. I Love You – 3:48

## Gruppo
- Ann Wilson - voce, cori, flauto
- Nancy Wilson - voce, cori, chitarre, tastiere, armonica, mandolino
- Howard Leese - chitarra, tastiere, cori, mandolino, autoharp
- Denny Carmassi - batteria
- Mark Andes - basso, cori
- Kim Bullard - tastiere

## Classifiche
- Billboard 200 - #3[5]
- Official Albums Chart - #3[6]